# قرار ملاقات دو ناشناس (فیلم ۱۹۸۷)
قرار ملاقات دو ناشناس یا قرار بدون آشنایی قبلی (به انگلیسی: Blind Date) فیلمی است محصول سال ۱۹۸۷ و به کارگردانی بلیک ادواردز است. در این فیلم بازیگرانی همچون بروس ویلیس، کیم بسینگر، جان لاروکات، ویلیام دنیلز، جرج کو، فیل هارتمن، استفانی فاراسی، استنلی جوردن، جویس وان پاتن، آرمین شیمرمن، برایان جرج ایفای نقش کرده‌اند.

## داستان
والتر دیویس، مردی سخت‌کوش و معتاد به کار، تحت فشار است تا برای شرکت محل کارش، قرارداد مدیریت دارایی‌های گستردهٔ صنعت‌گر ژاپنی، یاکاموتو، را نهایی کند. او که فوراً به همراهی برای شرکت در ضیافت شامِ گرامی‌داشت این قرارداد نیاز دارد، از سوی برادرش تد، به یک قرار کور با نادیا، دخترخالهٔ همسرش سوزی، معرفی می‌شود. تد و سوزی به والتر هشدار می‌دهند که نباید اجازه دهد نادیا الکل بنوشد، چون در این صورت کنترلش را از دست می‌دهد.
والتر با نادیا ملاقات می‌کند و او را زیبا، شیرین و دل‌فریب می‌یابد، اما دوست‌پسر وسواسی و حسود سابق نادیا، دیوید، به والتر حمله‌ور می‌شود. پس از فرار از دست دیوید، والتر نادیا را به استودیوی ضبط می‌برد تا اجرای دوستش را بشنوند و به او می‌گوید که به‌خاطر امنیت شغلی، رؤیای موسیقیدان شدن را کنار گذاشته است. علی‌رغم هشدارها، والتر کمی شامپاین به نادیا می‌دهد.
در ضیافت شام با یاکاموتو، نادیا خیلی زود کنترل خود را از دست می‌دهد و با رفتارهای بی‌پروای خود، از جمله افشای تلاش همکار والتر برای اغوا کردنش، مسخره کردن گارسون به‌خاطر لحن تحقیرآمیزش و پاشیدن شامپاین روی رئیس والتر، موجب ناراحتی یاکاموتو می‌شود؛ کسی که انتظار دارد زنان آرام و فرمان‌بردار باشند. نادیا سپس همسر مطیع یاکاموتو را تشویق می‌کند تا از او طلاق بگیرد و نیمی از دارایی‌هایش را مطالبه کند. در نتیجه، قرارداد به‌هم می‌خورد و والتر اخراج می‌شود.
والتر تلاش می‌کند نادیا را به خانه بازگرداند، اما دیوید بارها سر راه آن‌ها ظاهر می‌شود تا نادیا را بازگرداند. نادیا ناراحت می‌شود و به یک دیسکو می‌گریزد. والتر نیز به دنبال او می‌رود و آن‌ها هنگام رقص آشتی می‌کنند. دیوید از راه می‌رسد و دعوای بزرگی در بار راه می‌اندازد، ولی والتر و نادیا می‌گریزند. نادیا پیشنهاد می‌دهد به مهمانی دوستش بروند، اما والتر اصرار دارد او را به خانه‌اش ببرد. وقتی به آدرسی که نادیا داده می‌رسند، خانه با کامیون حمل می‌شود، خودروی والتر در حین حواس‌پرتی‌اش قطعه‌قطعه می‌شود و دزدها، تفنگی را در خودروی او پنهان می‌کنند و با رسیدن پلیس می‌گریزند.
نادیا به هوش می‌آید و از کارهایش ابراز پشیمانی می‌کند. در این میان، والتر مجبور می‌شود خودروی دیوید را که در تعقیبشان است، از جاده منحرف کند. در اثر حوادث شب، والتر به‌شدت بی‌قرار شده و برخلاف میل نادیا او را به مهمانی دوستش می‌برد. در آن‌جا با ظاهر نامرتب و رفتار عجیبش، نادیا را شرمنده می‌کند. دیوید از راه می‌رسد و با والتر درگیر می‌شود، تا اینکه والتر تفنگ را پیدا می‌کند و او را تهدید می‌کند، اما پلیس از راه می‌رسد و والتر را خون‌آلود و کبود بازداشت می‌کند.
صبح روز بعد، نادیا برای آزادی والتر از زندان وثیقه می‌گذارد. والتر به او می‌گوید که دیگر نمی‌خواهد او را ببیند، اما نادیا به او یادآوری می‌کند که با وجود هشدارها، خودش به او الکل داده است. او می‌گوید که ابتدا فکر می‌کرده والتر مردی است که می‌تواند عاشقش شود، چون مهربان و بخشنده به‌نظر می‌رسیده. نادیا که از تصمیمات خود ناراحت است و والتر نیز با خطر محکومیت سنگین روبه‌روست، از دیوید که وکیل مدافع است، می‌خواهد دفاع از والتر را برعهده بگیرد. دیوید قبول می‌کند به شرطی که نادیا با او ازدواج کند، چیزی که نادیا را منزجر می‌کند. پدر دیوید، قاضی هارولد بدفورد، که از پسرش متنفر است، موافقت می‌کند والتر را تبرئه کند اگر دیوید زندگی‌اش را به دورترین نقطه ممکن منتقل کند. سوزی نامه‌ای از نادیا به والتر می‌دهد که در آن نوشته دلتنگش خواهد شد و از او می‌خواهد دوباره گیتار بنوازد.
با نزدیک شدن روز عروسی، والتر جعبه‌ای شکلات را با براندی تزریق می‌کند و آن را به عمارت پدر و مادر دیوید، محل برگزاری مراسم، می‌فرستد. نادیا بی‌خبر از ماجرا شکلات‌ها را می‌خورد، مست می‌شود و مراسم عروسی را به‌هم می‌زند، و اعلام می‌کند که نمی‌خواهد با دیوید ازدواج کند چون عاشق مرد دیگری است. والتر از راه می‌رسد و نادیا را می‌بوسد، که با خوشحالی حضار و خشم دیوید همراه می‌شود.
مدتی بعد، والتر و نادیا در حال ماه‌عسل در ساحل هستند. والتر برای او گیتار می‌نوازد و بطری نوشابه‌ای در سطل شامپاین خنک شده است.

## بازیگران
- کیم بیسینگر در نقش نادیا گیتس
- بروس ویلیس در نقش والتر دیویس
- جان لاروکات در نقش دیوید بدفورد
- ویلیام دنیلز در نقش قاضی هارولد بدفورد
- جرج کو در نقش هری گروئن
- مارک بلوم در نقش دنی گوردون
- فیل هارتمن در نقش تد دیویس
- استفانی فاراسی در نقش سوزی دیویس
- الیس هیرسون در نقش موریل بدفورد
- استنلی جوردن در نقش خودش
- گراهام استارک در نقش جردن، پیش‌خدمت
- جویس وان پاتن در نقش مادر نادیا
- بری سابل در نقش متصدی پمپ‌بنزین
- آرمین شیمرمن در نقش پیش‌خدمت فرانسوی
- برایان جرج در نقش رئیس رستوران
- دیک دوراک در نقش محافظ
- ساب شیمونو در نقش آقای یاکاموتو

## تولید
در ابتدا قرار بود این فیلم با حضور مدونا و شان پن، که به‌تازگی ازدواج کرده بودند، ساخته شود، اما هر دو پس از آن‌که پروژه نتوانست کارگردانی جذب کند، از آن کنار کشیدند. پروژه از هندمید فیلمز به بلیک ادواردز منتقل شد که پذیرفت کارگردانی را به شرط تغییراتی در فیلمنامه بر عهده بگیرد. استودیو با این شرط موافقت کرد و بازیگران جدید، یعنی ویلیس و بیسینگر، انتخاب شدند. فیلم‌برداری بین ۵ مه تا ۱۴ ژوئیهٔ ۱۹۸۶ در لس آنجلس، سانتا مونیکا و کال‌ور سیتی انجام شد.
بیلی ورا در صحنهٔ بار حضور دارد و چند آهنگ اجرا می‌کند.

## بازخورد

### گیشه
فیلم قرار ملاقات دو ناشناس در ۲۷ مارس ۱۹۸۷ در ایالات متحده و کانادا اکران شد. در آخر هفتهٔ افتتاحیه، با فروش ۷٫۵ میلیون دلار از ۱۲۵۱ سالن سینما، با میانگین فروش ۶٬۰۲۰ دلار در هر سالن، به پرفروش‌ترین فیلم آن آخر هفته تبدیل شد، و از فیلم‌های اسلحه مرگبار (۵ میلیون دلار) که چهارمین هفتهٔ اکرانش را می‌گذراند و جوخه (۳٫۹ میلیون دلار) که در پانزدهمین هفتهٔ اکران بود، پیشی گرفت. در دومین هفته، قرار ملاقات دو ناشناس با ۵٫۷ میلیون دلار فروش به رتبهٔ دوم سقوط کرد؛ پایین‌تر از فیلم تازه‌اکران‌شدهٔ دانشکده پلیس ۴ (۸٫۵ میلیون دلار) و بالاتر از Platoon (۴٫۷ میلیون دلار). در سومین هفته با فروش ۴٫۱ میلیون دلار به رتبهٔ سوم سقوط کرد، پس از فیلم Police Academy 4: Citizens on Patrol (۴٫۵ میلیون دلار) و فیلم تازه‌اکران‌شدهٔ راز موفقیت من (۷٫۸ میلیون دلار). قرار ملاقات دو ناشناس پس از ده هفته از فهرست ده فیلم پرفروش خارج شد.
در مجموع، قرار ملاقات دو ناشناس با فروش ۳۹٫۳ میلیون دلار، به بیست‌وسومین فیلم پرفروش سال ۱۹۸۷ در ایالات متحده و کانادا تبدیل شد.

### واکنش منتقدان
در تارنمای راتن تومیتوز، این فیلم بر اساس ۲۵ نقد، امتیاز تأیید ۲۴٪ و میانگین امتیاز ۴٫۶۰ از ۱۰ را دارد. جمع‌بندی سایت می‌نویسد: «قرار ملاقات دو ناشناس تمام عناصر لازم برای یک کمدی دیوانه‌وار موفق را دارد، اما نتیجه نشان می‌دهد که بلیک ادواردز مهارت همیشگی‌اش را از دست داده است.» در متاکریتیک، این فیلم بر اساس ۱۴ نقد، امتیاز میانگین ۴۹ از ۱۰۰ را دارد که نشان‌دهندهٔ «نقدهای مختلط یا متوسط» است. تماشاگرانی که توسط سینماسکور مورد نظرسنجی قرار گرفتند، به فیلم نمرهٔ متوسط «B» (از مقیاس A+ تا F) دادند.
راجر ایبرت از روزنامهٔ شیکاگو سان-تایمز دو و نیم ستاره از چهار ستاره به فیلم داد و نوشت: «در این فیلم لحظاتی هست که به اندازهٔ بهترین آثار ادواردز خنده‌دارند، اما بیشتر آن‌ها شوخی بصری هستند و از دل شخصیت‌ها نمی‌جوشند. مشکل، شخصیت‌ها هستند. ویلیس یک دست‌وپای‌بسته را چنان با موفقیت بازی می‌کند که انگار در پس‌زمینه گم می‌شود و هیچ‌وقت ما را به سرنوشتش علاقه‌مند نمی‌کند. بیسینگر که معمولاً در فیلم‌هایش خیره‌کننده است، این بار ظاهر آشفته‌ای دارد. موهایش مدام توی چشمش است، در حالی که چشم‌هایش بهترین ویژگی‌اش هستند. [...] بیشتر اوقات نمی‌خندیدم. اما وقتی می‌خندیدم، واقعاً می‌خندیدم – لحظاتی کاملاً الهام‌گرفته در فیلم وجود دارد.» مجلهٔ ورایتی نیز فیلم را «اساساً مجموعه‌ای از شوخی‌های پی‌درپی با تکه‌هایی از دیالوگ‌های جالب در میان آن‌ها» توصیف کرد.

## موسیقی متن
آلبوم موسیقی این فیلم در سال ۱۹۸۷ توسط راینو انترتینمنت منتشر شد.
فهرست قطعات
1. "Simply Meant to Be" – گری موریس و جنیفر وارنز
2. "Let You Get Away" – بیلی ورا
3. "Oh, What a Nite" – بیلی ورا
4. "Anybody Seen Her?" – بیلی ورا
5. "Talked About Lover" – Keith L'Neire
6. "Crash, Bang, Boom" – Hubert Tubbs
7. "Something for Nash" – هنری مانچینی
8. "Treasures" – استنلی جوردن
9. "Simply Meant to Be" (نسخهٔ بی‌کلام) – هنری مانچینی